# NGC 6817
NGC 6817 ist ein interagierendes Galaxienpaar im Sternbild Drache am Nordsternhimmel.
Das Objekt wurde am 10. September 1885 von dem Astronomen Lewis Swift entdeckt und später von Johan Dreyer in seinen New General Catalogue aufgenommen.